# Liceum Ogólnokształcące Sióstr Urszulanek Unii Rzymskiej we Wrocławiu
Liceum Ogólnokształcące Sióstr Urszulanek Unii Rzymskiej we Wrocławiu – publiczne koedukacyjne liceum ogólnokształcące we Wrocławiu.

## Historia
Szkoła rozpoczęła swoją działalność w 1946, pod nazwą Prywatne Żeńskie Gimnazjum i Liceum im. Św. Urszuli. Jej organizatorem i pierwszym dyrektorem była siostra Gertruda Łukaniewicz. Szkoła jest prowadzona przez Zgromadzenie Sióstr Urszulanek Unii Rzymskiej, ale przyjmuje dzieci także wyznań niekatolickich. Przy szkole działa internat. Siedzibą szkoły są budynki dawnego klasztoru klarysek istniejącego tu od XIII w. (same budowle są młodsze). Około 1810 r., po wcześniejszym odebraniu im budynku szkoły przy ul. Szewskiej przez ówczesne władze pruskie, klasztor otrzymały urszulanki urządzając w nim szkołę prowadzoną do dziś.
Przez wiele lat szkoła była przeznaczona wyłącznie dla dziewcząt. Od września 2014 placówka zyskała charakter koedukacyjny i dopuszczono do nauki w szkole chłopców.

## Dyrektorzy
- s. Gertruda Łukaniewicz (1946–1948)[9]
- s. Andrzeja Maciejewska (1948–1952)
- s. Ilona Pniak (1952–1953)
- s. Janina Starczewska (1953–1959)
- s. Urszula Teresa Neff (1959–1966)
- s. Zdzisława Pietrzyk (1966–1970)
- s. Ewa Jezierska (1970–2007)[10]
- s. Arleta Duszyńska (2007–2010)
- s. Blandyna Boch (2010–2014)[11]
- s. Zuzanna Filipczak (2015–2021)[12][13]
- s. Katarzyna Niemiec (od 2021)

## Nauczyciele
- ks. Adam Dyczkowski – prefekt w latach 1968–1978
- s. Ewa Jezierska – nauczycielka matematyki i fizyki w latach 1966–1970 oraz matematyki w latach 1970–2007
- s. Urszula Borkowska – nauczycielka historii do 1968

## Absolwentki
- Dorota Dutkowska – śpiewaczka operowa (mezzosopran), solistka Opery Wrocławskiej[14]
- Janina Natusiewicz-Mirer – działaczka społeczna (matura w 1958)[15]
- Bożena Stachura – aktorka (matura w 1993)
- Zofia Urbanyi-Krasnodębska – dyrygentka[14]